# San Nicolás del Carmen
San Nicolás del Carmen es una localidad del estado mexicano de Guanajuato. Es parte del municipio de San Luis de la Paz.

## Toponimia
El nombre «San Nicolás» hace referencia al santo patrono de la localidad: Nicolás de Bari.

## Demografía
| Gráfica de evolución demográfica |
|                                  |

| Censo | Población |
| ----- | --------- |
| 1970  | 255       |
| 1980  | 373       |
| 1990  | 737       |
| 2000  | 954       |
| 2010  | 1 554     |
| 2020  | 1 965     |